# مالك عزماني
مالك عزماني (بالهولندية: Malik Azmani) هو سياسي ومحامي هولندي من حزب الشعب من أجل الحرية والديمقراطية ولد في يوم 20 يناير 1976 في مدينة هيرينفين لأب مغربي الأصل وأم فريزية. أنتخب كنائب في مجلس النواب الهولندي منذ سنة 2010. وفي سنة 2019 أصبح عضو في البرلمان الأوروبي. في سنة 2020 أصبح نائب رئيس حزب تجديد أوروبا.